# (3789) Zhongguo
(3789) Zhongguo est un astéroïde de la ceinture principale, découvert le 25 octobre 1928 par l'astronome chinois Zhang Yuzhe depuis l'observatoire Yerkes.
Sa désignation provisoire était 1928 UF.
Cet astéroïde a d'abord reçu les numéro et nom (1125) Chine mais sa trace fut perdue. Un autre astéroïde, découvert en 1957, reçut finalement ce nom (voir (1125) Chine). Lorsque le premier fut redécouvert en 1986, on lui attribua une nouvelle désignation provisoire (1986 QK1) avant de lui donner les numéro et nom définitifs (3789) Zhongguo. Zhongguo est le mot chinois pour désigner la Chine. Cet astéroïde est en résonance orbitale 2:1 avec Jupiter.